# Pædiatri
Pædiatri er et medicinsk speciale der beskæftiger sig med børnesygdomme. Udøveren af specialet kaldes pædiater eller børnelæge.
Den tyske børnelæge Abraham Jacobi (1830-1919), der senere blev professor i New York med speciale i børnesygdomme og som åbnede den første børneklinik i USA, anses som pædiatriens grundlægger.
- Wikimedia Commons har flere filer relateret til Pædiatri

| Lægevidenskab | Spire Denne artikel om lægevidenskab er en spire som bør udbygges. Du er velkommen til at hjælpe Wikipedia ved at udvide den. |